# Шалмей
Шалмей (от лат. calamus — камыш, тростник; старофранц. chalemie, нем. Schalmayen) — язычковый двухсекционный деревянный духовой музыкальный инструмент с двойной тростью.
Шалмей — один из самых громких акустических инструментов, второй после трубы. Диапазон шалмея бывает стандартный — дуодецима и расширенный — две полных октавы. Обычно шалмеи бывают в строе до или фа первой октавы. Для современных исполнителей выбор именно шалмея из ряда родственных инструментов может объясняться несколькими его особенностями: его звук сильно отличается от звука гобоя, благодаря мундштуку на нём удобнее играть, чем на чантере, благодаря возможности управления тростью шалмей имеет больше интонационных возможностей по сравнению с раушпфайфом.

## Место в классификации
Существует определённая терминологическая путаница в названиях средневековых деревянных духовых инструментов, ещё возрастающая при попытках сопоставить терминологию на разных европейских языках. Шалмей в узком смысле слова можно выделить из группы родственных ему инструментов по набору отличий:
- у шалмея двойная трость в отличие от шалюмо;
- шалмей снабжён мундштуком в отличие от чантера и бомбарды;
- шалмей звучит громче, чем дульциан[1] и барочный гобой;
- трость у шалмея наполовину открыта, а не скрыта в капсуле, как у раушпфайфа и чантера.

## История

### Зарождение европейского шалмея
Не позднее XII века в Европу со Среднего Востока были завезены духовые инструменты типа зурны. Для снабжения этих инструментов новыми тростями (которые довольно быстро изнашиваются) европейцам пришлось использовать местные виды тростника Arundo donax и Arundo sativa, которые оказались более жёсткими, чем тростник, использовавшийся в странах Среднего Востока. Из-за этого амбушюр стал требовать от исполнителя больших физических усилий. Чтобы решить эту проблему, европейские исполнители начали изменять конструкцию зурны, в частности ввели развитый мундштук. Так родился европейский шалмей.

### Средневековье
Шалмей был весьма популярен в средние века во всех сословиях.
До нас не дошло ни одного сохранившегося средневекового шалмея, поэтому вся информация о них черпается из живописи, гобеленов, скульптур и письменных источников.
До сих пор не установлено, было ли у средневекового шалмея октавное отверстие (расположенное снизу), поскольку не известно ни одного изображения или скульптуры, где была бы видна его нижняя поверхность. У шалмеев эпохи Возрождения октавное отверстие точно отсутствовало, но оно есть у современных восточных зурн.

### Эпоха Возрождения
В эпоху возрождения шалмеи достигли пика своего развития. От средневековых шалмеев они отличаются, в частности, более широким раструбом. В это время существовали консорты из шалмеев разных диапазонов (от сопранино до баса), что позволяло исполнять музыкальные произведения, написанные в широком диапазоне тонов.

### Исчезновение в XVII веке
Приблизительно с середины XVII века шалмей начал вытесняться барочным гобоем. Причины этого кроются в развитии струнных оркестров, приобретавших всё большее значение в европейской музыке. Из-за своей большой громкости шалмей заглушал любые струнные инструменты и поэтому не мог войти в состав струнного оркестра. Таким образом, появление барочного гобоя является коренной переработкой как устройства шалмея, так и техники исполнения, направленной на уменьшение громкости инструмента и приспособление его для барочного оркестра. По некоторым данным, однако, традиционный шалмей ещё можно было услышать в XVIII веке.

### Современный период
Со второй половины XX века шалмей вновь начинает использоваться музыкантами. Причиной этому, во-первых, является возрождение интереса к старинной музыке и, в частности, стремление к её исполнению на аутентичных музыкальных инструментах. Во-вторых, только в XX веке благодаря появлению электронных усилителей звука устранён конфликт громкости шалмея с другими инструментами.

## Строение шалмея

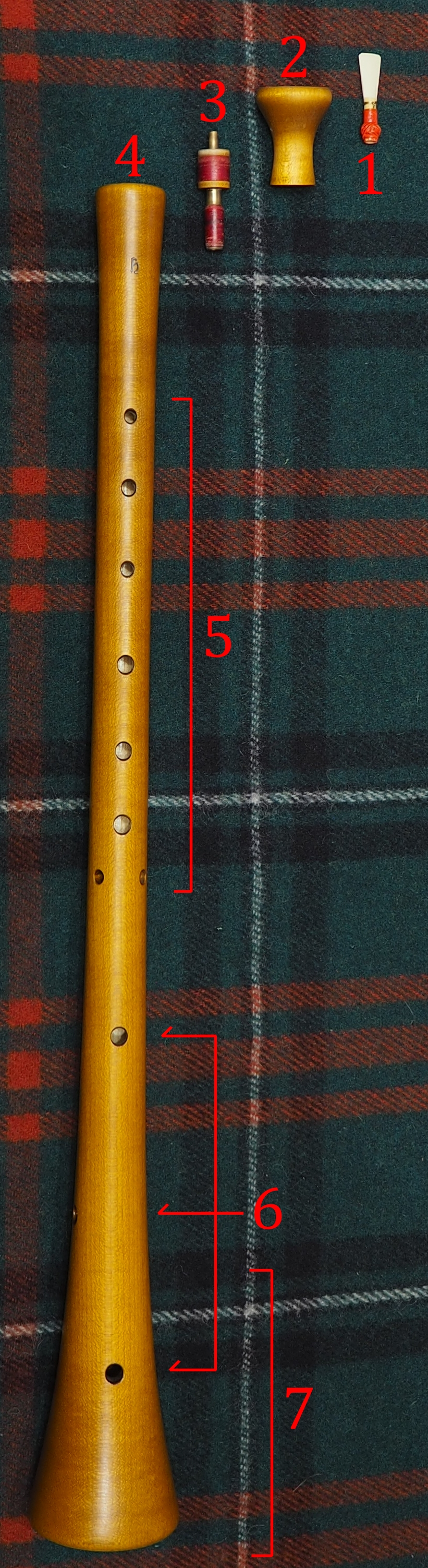
1-Трость; 2-Мундштук; 3-Втулка; 4-Корпус; 5-Игровые отверстия; 6-Технические отверстия; 7-Раструб

### Трость
Трость является звукообразующим элементом шалмея и наиболее чувствительной его частью. Трости являются расходной частью, поскольку неизбежно изнашиваются. Трость шалмея изготавливается из двух пластинок тростника в форме весла, имеющих различную толщину по площади, что достигается их выскабливанием. Узкие концы пластинок обворачиваются вокруг твёрдой оправки и туго обматываются пропитанной клеем ниткой, при этом широкие концы (лопасти) расходятся, образуя линзообразное отверстие. Ширина раскрытия данного отверстия влияет на характеристики звука инструмента (высоту и не только), причём значение имеют десятые доли миллиметра. Поверх ниток трость обворачивается двумя колечками проволоки (на некотором расстоянии друг от друга). Эти колечки проволоки можно сдавливать плоскогубцами (параллельно или перпендикулярно уплощению трости), увеличивая или уменьшая ширину отверстия. В настоящее время не существует единственной общепризнанной методики изготовления тростей, особенно в части их выскабливания, но есть проверенные наработки авторитетных мастеров, также используется опыт гобоистов и фаготистов.

### Мундштук
Мундштук представляет собой деревянный цилиндр, расширяющийся кверху, с цилиндрическим каналом внутри, благодаря которому он надевается на втулку с тростью. Мундштук выполняет две функции. Во-первых, он позволяет исполнителю не допускать прорыва воздуха мимо трости, как при открытом, так и при закрытом амбушюре (и вообще позволяет играть с открытым амбушюром — не касаясь губами трости). Во-вторых, он помогает исполнителю касаться губами трости именно в том месте (по её длине), где это необходимо, что достигается смещением втулки с тростью относительно края мундштука (или использованием сменных мундштуков разной длины).

### Втулка
Втулка представляет собой металлическую трубку, одним концом вставляющуюся в корпус. На другой конец (слегка сужающийся) надевается трость. У маленьких (сопранино, сопрано, альт) шалмеев втулка короткая и прямая, у шалмеев тенор и бас она длиннее и изогнута под углом в сторону исполнителя.

### Корпус
Корпус шалмея изготавливается из дерева, бывает монолитный и разборный и имеет внутри конический канал. В верхней части корпуса есть отрезок канала для вставки втулки, он может быть не коническим и отличаться по диаметру от остальной части. На лицевой стороне корпуса просверлены 7 игровых отверстий, 6 из них расположены приблизительно на одной прямой, а самое дальнее смещено в сторону, и иногда дублировано симметрично смещённым отверстием, чтобы снизу можно было играть как левой, так и правой рукой. Также в некоторых шалмеях с нижней стороны делается октавное отверстие. Нижний конец корпуса расширяется, образуя раструб, часто ярко выраженный. Ближе к раструбу часто делаются дополнительные отверстия для стабилизации воздушного потока и рассеяния звука.
На больших шалмеях (альт, тенор и бас) устанавливаются клапаны для нижнего игрового отверстия, и над этим отверстием — экран в виде отрезка трубы с многочисленными рассеивающими воздух отверстиями.

## Техника исполнения
Шалмей не может быть строго настроен перед исполнением из-за многочисленных факторов, влияющих на эластичность и геометрию трости. Среди этих факторов есть как внешние — влажность помещения, влажность трости, меняющаяся во время игры, температура, — так и внутренние: сила и место сжатия трости губами, сила дутья, тонкая корректировка аппликатуры. Таким образом, исполнитель во время игры должен управлять внутренними факторами, сохраняя верное звучание в условиях меняющихся внешних факторов. В случае длительного исполнения сильно размокшую трость иногда целесообразно заменить запасной.
Благодаря тому, что воздух из шалмея выходит только через игровые отверстия и раструб, шалмей имеет направленное звучание — наиболее громкий звук распространяется из раструба.
Расход воздуха при игре на шалмее невелик, поскольку во время звучания трости отверстие в ней становится очень маленьким. По этой причине исполнитель вынужден вдыхать новую порцию воздуха только по причине нехватки кислорода или усталости лицевых мышц от непрерывного напряжения. При этом ему часто приходится выдыхать много неизрасходованного воздуха, на что тратится дополнительное время.
В целом шалмей требует достаточно сильного дутья, что требует от исполнителя специфической физической подготовки.

### Аппликатура

Аппликатура для шалмея в строе «до», рекомендуемая для инструментов, изготовленных John Hanchet.

Аппликатура шалмея целых нот первой октавы (за исключением ноты фа) не различается у инструментов различных изготовителей и похожа на аппликатуры других деревянных духовых, например блокфлейты. Что касается аппликатуры полутонов и нот второй октавы, то здесь встречаются различия в аппликатуре между разными инструментами. Некоторые ноты на конкретном инструменте с конкретной тростью могут звучать неверно в стандартной аппликатуре (при амбушюре и дутье, подходящих для соседних нот). В таком случае исполнитель должен выбрать, как ему лучше скорректировать высоту звучания данной ноты: применив одну из альтернативных аппликатур, изменив амбушюр или изменив силу дутья.
Аппликатура обычно записывается в виде вертикальных рядов черных и белых кружков, изображающих закрытые и открытые отверстия. При невозможности использовать графику аппликатуры записываются в строчку символами: цифры для закрытых отверстий (нумерация сверху вниз), дефисы для открытых, слэш отделяет область действия разных рук. Например, «123/45--» означает аппликатуру ноты ми.

### Амбушюр
На шалмее с мундштуком можно применять три качественно различных амбушюра: свободный, симметрично сжатый, асимметрично сжатый. При этом линия удлинения трости всегда должна располагаться перпендикулярно плоскости зубов.

#### Свободный амбушюр
При использовании свободного амбушюра исполнитель прижимает губы к торцу мундштука достаточно сильно, чтобы не допустить утечки воздуха, и не касается губами трости — другими словами, не применяет амбушюр вовсе.
При таком амбушюре шалмей издаёт самый громкий и яркий звук, на который он способен, поэтому данная техника особенно полезна для исполнения на улице. Кроме того, иногда самые нижние ноты первой октавы (до-ми) верно звучат только при данном амбушюре. При переходе во вторую октаву необходимо резко существенно повысить давление дутья. При этом надо учесть, что трость имеет заметную колебательную инерцию и сопротивляется переходу на большой интервал вверх или вниз, поэтому если требуется сделать такой переход, часто полезно на мгновение заткнуть отверстие в трости кончиком языка. Это подавляет предыдущую частоту колебаний трости, а также усиливает эффект резкости смены давления, что в сумме позволяет чище и легче взять новую ноту. Однако, ноты второй октавы выше ре при свободном амбушюре обычно взять затруднительно, это требует больших физических усилий, и ноты могут звучать неверно. Поэтому для частей мелодии, состоящих преимущественно из нот второй октавы, применение свободного амбушюра нецелесообразно.

#### Сжатый симметричный амбушюр
Для использования данного амбушюра необходимо обхватить губами трость в области торца мундштука. Минимальное усилие здесь определяется непропусканием воздуха мимо трости. При этом при правильной конструкции мундштука не исключается прижатие более внешней области губ к торцу мундштука, чтобы создать второе герметичное соединение. Однако главная функция мундштука здесь — точное определение места контакта губ с тростью, которое задаётся при настройке инструмента.
При использовании такого амбушюра можно изменять силу обжатия губами трости, это влияет на высоту и громкость звука, следовательно, этим можно достичь двух целей: корректировки фальшивых нот и приглушения звучания (в интонационных или практических целях).
В целом данный амбушюр, по сравнению со свободным, всегда даёт более тихое звучание (может быть необходимо при исполнении в небольшом помещении) и более лёгкое извлечение нот второй октавы.

##### Сжатый асимметричный амбушюр
Данный амбушюр применяется обычно как переход из описанного выше симметричного амбушюра, при этом нижняя губа (и челюсть в целом) смещается в сторону исполнителя вдоль трости на несколько миллиметров до получения желаемого эффекта.
Такой амбушюр делает звук ещё более тихим и сдавленным, чем сжатый симметричный амбушюр, но позволяет взять самые высокие ноты, возможные для инструмента (ми-си второй октавы). Также этот амбушюр может использоваться для корректировки звучания некоторых нот.

## Исполнители
В настоящее время услышать исполнение музыки на шалмее можно у различных музыкальных групп стиля фолк-рок и medieval, например Blackmore’s Night, Corvus Corax, In Extremo, Tanzwut.